# Dumitra (gmina)
Dumitra – gmina w Rumunii, w okręgu Bistrița-Năsăud. Obejmuje miejscowości Cepari, Dumitra i Tărpiu. W 2011 roku liczyła 1286 mieszkańców.